# Manotes plana
Manotes plana är en tvåvingeart som beskrevs av Kertesz 1916. Manotes plana ingår i släktet Manotes och familjen vapenflugor. Inga underarter finns listade i Catalogue of Life.